# Desmoscelis villosa
Desmoscelis villosa är en tvåhjärtbladig växtart som först beskrevs av Jean Baptiste Christophe Fusée Aublet, och fick sitt nu gällande namn av Charles Victor Naudin. Desmoscelis villosa ingår i släktet Desmoscelis och familjen Melastomataceae. Inga underarter finns listade i Catalogue of Life.

## Bildgalleri

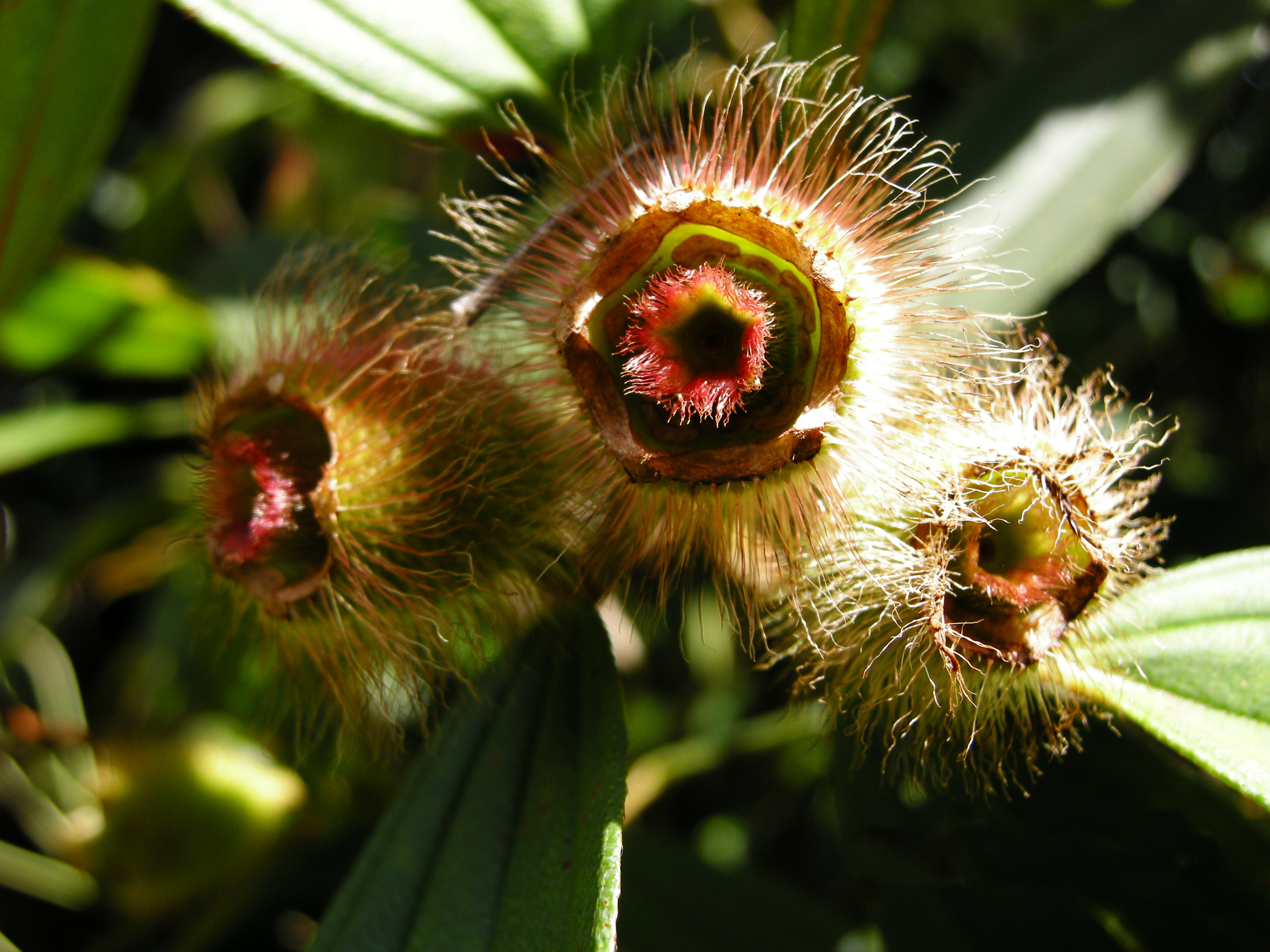